# Association d'aide aux transsexuels
Pour les articles homonymes, voir AAT.
L'Association d'aide aux transsexuels (AAT) est une association française de support aux transsexuels, basée à Marseille et active entre 1992 et au moins 2005.
Elle fournit une aide juridique, psychiatrique et médicale afin d'aider les personnes (hommes comme femmes) dans leurs parcours de transition. Suivant toutefois une perspective assimilationniste et pathologisante, elle tisse des liens étroits avec le milieu psychiatrique et renvoie ses usagers vers les équipes hospitalières. Elle refuse également l'adhésion de prostituées ou de celles et ceux qui ne se considèrent pas comme un sujet psychiatrique.
L'AAT effectue quelques activités de lobbying à l'échelle nationale, comme l'écriture d'une proposition de loi en 1992. Elle demeure aujourd'hui oubliée.

## Historique
L'Association d'aide aux transsexuels (AAT) est fondée le 4 décembre 1992. Son siège est situé au 69, rue du Rouet ; il est modifié l'année suivante pour le 93, Canebière. Elle est fondée par un professionnel de santé, Eddy Frelin. Sa création prend place dans une décennie de structuration des premières associations d'autosupport trans en France, avec l'ASB (1994), le CARITIG (1995), le PASTT (1996), toutes implantées à Paris. Elles sont aussi les premières à porter un mouvement associatif visant à l'amélioration des conditions de vie des personnes trans, suivies dès la décennie suivante par des collectifs davantage politiques (STS, GAT) — voie que l'AAT ne suivra pas,.
Elle demeure très discrète dans ses activités. Entre 1996 et 2001, la présidente de l'AAT est Sandra Dual, médecin, médiatisée pour son autobiographie Rencontre avec le troisième sexe.
En 1999, l'AAT s'associe à l'écriture d'une proposition de loi par l'ASB qui vise à « faciliter la prise en charge médicale et le changement d'état civil des personnes concernées par le syndrome de Benjamin » (terme d'alors pour qualifier le transsexualisme),.
Enfin, en 2005, l'AAT participe avec l'hôpital Sainte-Marguerite et le PASTT au programme « Travail d'accompagnement des personnes transsexuelles en voie de changement de sexe » piloté par l'association Autres Regards.
L'association est oubliée de la mémoire collective trans. Un oubli qui s'explique à la fois par sa discrétion et ses positions fermement assimilationnistes et pathologisantes.

## Objet
L'association vise à être un moyen d'information et un cadre de sociabilisation afin de faciliter la transition, via par exemple des permanences et la production de ressources écrites, mais elle souhaite aussi être un moyen d'action afin d'agir contre la marginalisation, par des relations suivies avec les ministères et organismes compétents. Ce dernier travail reste cependant faible. L'AAT publie une revue interne, Clepsydre,, au moins entre 1997 et 2001.

## Pratiques et analyses

### Vision du support aux personnes trans
L'AAT se démarque par une vision assimilationniste assumée du parcours de transition. Une position qui n'est alors pas rare, mais qui se fera moindre par la suite dans le discours associatif. L'association refuse d'être « revendicative » et prêche la respectabilité et la conformité de genre des transsexuels ; en conséquence, elle n'accepte pas les prostituées en son sein et refuse tout lien avec le milieu gai et lesbien. Ainsi, dans le numéro de février 2000 de sa revue interne Clepsydre, l'association donne des conseils pour être une femme « actuelle » à ses adhérentes.
Concernant le parcours de transition médicale, l'AAT renvoie vers les équipes médicales hospitalières, pourtant décriées par les autres associations. Plusieurs psychiatres, qui officieront par la suite dans ces équipes hospitalières, s'affilient à l'association. L'AAT estime en effet qu'il est nécessaire d'avoir un suivi psychiatrique préliminaire à la transition, et va jusqu'à refuser l'adhésion des personnes qui ne sont pas suivies,. Cette position radicale, unique dans le paysage associatif trans — qui luttera pour la dépsychiatrisation par la suite —, voit des oppositions : ainsi, Tom Reucher, futur fondateur de l'ASB, refuse de créer une branche de l'AAT à Paris lorsque vient la nécessité d'une association trans en région parisienne à la suite de la perte d'activité du Centre du Christ libérateur (CCL).
À Marseille, une autre association prendra le relais pour suivre les femmes trans prostituées, l'association Autres regards fondée en 1995.

### Pathologisation de la transitude
L'association présente les personnes trans comme souffrant du « syndrome de Benjamin », reprenant la terminologie du psychologue Tom Reucher et de l'ASB. Elle va jusqu'à parler de femmes andro-génésiques et d'hommes gyné-génésiques pour désigner respectivement les hommes trans et les femmes trans, c'est-à-dire des personnes nées avec des gênes de l'autre sexe.